# Mauresca Fracàs Dub
Mauresca Fracàs Dub est un groupe de musique créé en 1999.
Son style principal, reggae ragga, est largement influencé par le hip-hop occitan.

## Histoire
Originaire de Montpellier, le groupe est composé de cinq membres : Chab, Benezet, Drac, Inti et Massimo. Ils chantent en occitan, en français ou en espagnol. Influencé par des groupes tels que les  Fabulous Trobadors et Massilia Sound System, ainsi que par la scène des « nouveaux tchatcheurs et lyricistes d'Occitanie », Mauresca se définit comme un « collectif travaillant une musique locale donc ouverte au monde, utilisant machines, ordinateurs, samples, dans la tradition du sound system et du hip hop ».
En octobre 2001 le groupe sort un CD entièrement auto-produit (Lo Sage e lo Fòl prod.) : Francament. En 2005, ils sortent leur second album sous le titre de Contèsta puis un troisième en avril 2008, Bartàs. En 2008 sort leur premier clip Stéréotype puis en 2010 le clip de Coopérative. Le quatrième album Cooperativa est paru le 22 octobre 2010.
Depuis Cooperativa le groupe a pris le nom de Mauresca.

## Discographie
- Francament (2001)
- Contèsta (2005)
- Bartàs (2008)
- Cooperativa  (2010)
- Riòta (2014)
- Big Sur (2018)

## Participations
- Mauresca Fracas Dub - Nuit du trad (Saint Girons)Jamad'Oc - Transbalèti - Jamad'Oc

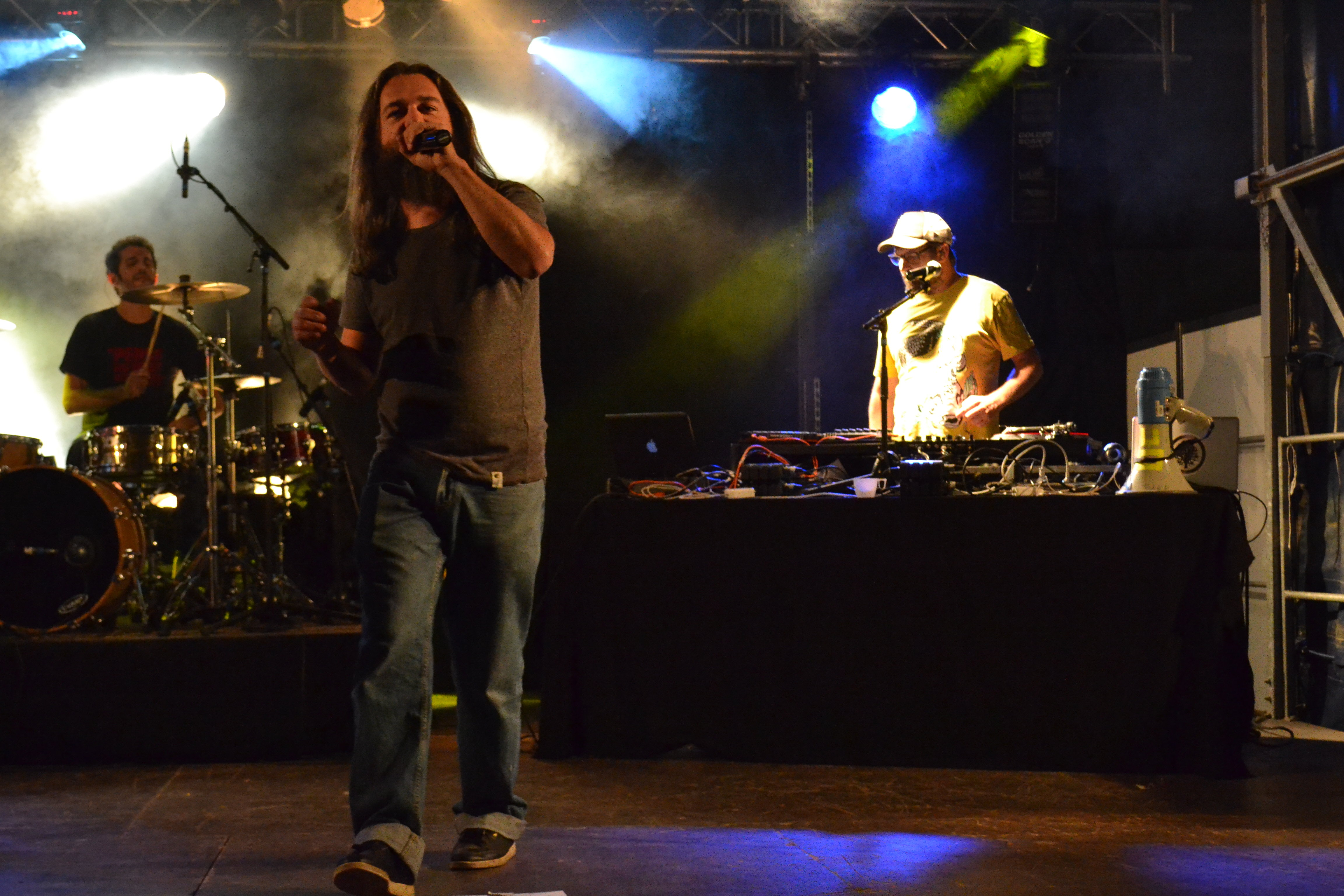
Mauresca Fracas Dub - Nuit du trad (Saint Girons)

- Stevo's Teen - El Hombre Nuclear - Ma cabane
- L'Art à Tatouille - Electro Jòc -  La pétanque
- Roultaboul et les banaboo - On descend tous du singe - Des herbes partout